# Lasiochlamys mandjeliana
Espèce
Statut de conservation UICN

 VU D2 : Vulnérable
Lasiochlamys mandjeliana est une espèce de plantes à fleurs de la famille des Salicaceae et du genre Lasiochlamys, endémique de Nouvelle-Calédonie. L'espèce est vulnérable et est donc protégée.

## Taxonomie
L'espèce est décrite pour la première fois par Hermann Otto Sleumer en 1974, qui la classe dans le genre Lasiochlamys sous le nom correct Lasiochlamys mandjeliana,,.

## Description
C'est un arbuste de 3 m. Les rameaux sont couverts de lenticelles pustuleuses. Les feuilles sont un peu coriaces, arrondies au sommet, en coin à la base ; leur bord est entier, un peu révoluté.
Les fleurs sont blanchâtres, solitaires ou sur des fascicules de 5–10 fleurs. Les fruits sont globuleux ; ils contiennent 3 à 4 graines. La floraison et la fructification ont lieu entre septembre et novembre.

## Habitat et répartition
L'espèce n'est connue que sur la Grande Terre (Nouvelle-Calédonie) sur les Massif du Mandjélia (Pouébo). Elle a pour habitat les sous-bois de la forêt dense humide, sur sol plus ou moins profond, sur micaschistes.

## Menaces et conservation
L'espèce est classée « espèce vulnérable » (VU) sur la Liste rouge de l'UICN. Elle est protégée en Province Nord (Nouvelle-Calédonie).

## Publication originale
- (en) H. Sleumer, « A concise revision of the Flacourtiaceae of New Caledonia anf the Loyalty Islands », Blumea: Biodiversity, Evolution and Biogeography of Plants, vol. 22, no 1,‎ 1er janvier 1974, p. 128 (ISSN 2212-1676, lire en ligne, consulté le 7 janvier 2021)